# 强迫或强制劳动公约
强迫或强制劳动公约（英語：Convention Concerning Forced or Compulsory Labour），又称1930年强迫劳动公约（英語：Forced Labour Convention, 1930），是第14届国际劳工大会于1930年6月28日通过的一项公约，是国际劳工组织第29号公约（C029)，于1932年5月1日生效。该公约是国际劳工组织8个基础公约之一，目前对180个缔约方生效。

## 背景
强迫或强制劳动的受害者经常在各行业受到奴隶般待遇，许多受害者工作环境危险且报酬极少，面临暴力，且无法自由离职。国际劳工组织估计90%的强迫或强制劳动发生在私营企业。

## 内容
公约定义“强迫或强制劳动”指以任何惩罚相威胁，强迫任何人从事的非本人自愿的一切劳动或服务。公约缔约方承诺禁止使用一切形式的强迫或强制劳动。公约规定主管当局不得为了私人、公司或社团利益而（准许）征用强迫或强制劳动，规定行政官员、不行使行政职责的酋长不得使用强迫或强制劳动；并对有权当局、行使行政职责的酋长等对强迫或强制劳动的使用做了限制。公约规定只有18岁到45岁的健壮成年男子得被征用从事强迫或强制劳动，且任何强迫或强制劳动最长期限每12个月不超过60天。

## 未批准公约的成员国
截止2023年7月，国际劳工组织187个成员国中共有6个尚未批准该公约：
- 阿富汗
- 马绍尔群岛
- 帛琉
- 美国

国际劳工组织认为尚未批准公约的成员国也接受禁止强迫劳动是一项基本人权，未批准的原因更在于豁免范围，而非权利内容。:111
未加入国际劳工组织的联合国成员国（安道尔、不丹、列支敦士登、密克罗尼西亚联邦、摩纳哥、瑙鲁及朝鲜民主主义人民共和国），在加入ILO前不具备签署批准含此公约在内，任何ILO公约的资格。

## 例外
公约规定了若干不包括“强迫或强制劳动”的例外：
1. 根据义务兵役制的法令，为纯军事性质的工作而要求从事的任何劳动或服务；
2. 作为完全自治国家公民的正常公民义务一部分的任何劳动或服务；
3. 根据法院判决强制任何人从事的，置于公共当局的监督控制之下的任何劳动或服务；
4. 在一切可能危及居民生存安宁的情况（即紧急情况）下强制付出的劳动或服务；
5. 村镇社区的小型公用事业。[1][5]

## 消除强迫劳动的普查
国际劳工大会第96届会议（2007年）发布了《消除强迫劳动：关于1930年〈强迫劳动公约〉（第29号）和1957年〈废除强迫劳动公约〉（第105号）的普查》。该普查指出，以强迫劳动为目的的贩运人口行为日趋活跃，已成为21世纪与公约相关的最紧迫的问题。:111-112

## 公约议定书
国际劳工大会第103届会议（2014年）通过了《1930年强迫劳动公约的议定书》（英語：Protocol of 2014 to the Forced Labour Convention, 1930），即第29号公约2014年议定书（P029），作为公约原本的补充。议定书规定了要采取的预防强迫或强制劳动的措施，包括制订计划、扩大劳工法适用范围、和加强相关检查等。议定书还删除了公约过渡性规定，并使1930年公约追上时代脚步。